# Dentalium
Dentalium is een geslacht van Scaphopoda, dat fossiel bekend is vanaf het Ordovicium. Tegenwoordig bestaan er nog enkele soorten van dit geslacht. De wetenschappelijke naam van dit geslacht komt van het Latijnse woord dentis, wat tand betekent, gebaseerd op de tand of slagtandvormige vorm van deze weekdieren.

## Beschrijving
Deze buisvormige tandschelp lijkt op een slagtand van een olifant en vertoont forse, kantige lengteribben. Deze slagtand is gebogen en spits toelopend. Beide zijden zijn geopend, maar de voet en kop met vangarmen komen uit de grote opening aan de voorkant tevoorschijn. De lengte van de schelp bedraagt circa 7,5 centimeter.
De mantel van Dentalium-soorten bevindt zich volledig in de schaal. De voet steekt uit het grotere uiteinde van de schaal en wordt gebruikt om door het substraat te graven. Ze plaatsen hun hoofd naar beneden in het substraat, met het apicale uiteinde van de schaal (aan de achterkant van het lichaam van het dier) naar boven in het water. Deze weekdieren leven op zeebodemsediment en voeden zich met microscopische organismen, detritus en foraminiferans. De schelpen zijn conisch en gebogen op een planispirale manier, en ze zijn meestal witachtig van kleur. Vanwege deze kenmerken lijkt de schaal enigszins op de slagtand van een miniatuurolifant. Ze zijn hol en open aan beide uiteinden. De opening aan het grotere uiteinde is de hoofd- of voorste opening van de schaal. De kleinere opening staat bekend als de apicale opening.

## Leefwijze
Dit geslacht bewoont de zeebodem en is ongevoelig voor wisselende temperaturen en diepten.

## Menselijk gebruik
Zuid-Azië
In Mehrgarh, een dorp aan de voet van de Bolan-pas in Beloetsjistan in het hedendaagse Pakistan, zijn ornamenten gevonden van een Dentalium-schelp op begraafplaatsen die dateren uit 6000 v.Chr. Opgravingen uitgevoerd door Jean-François Jarrige hebben geschreven over «Uitzonderlijke grafafzettingen van Dentalium-hoofdbanden gevonden op de hoofden van verschillende vrouwen ... In Burial 274 was de hoofdband gemaakt van geweven rijen van kleine dentaliums en gesloten door twee riemen die als sluiting werden gebruikt».
Indianen
Het is bekend dat de schalen van Dentalium neohexagonum door de Chumash-bevolking al in circa 1000 na Christus werden gebruikt als een vorm van valuta, in het Morro Bay-gebied.
18e-eeuws Europees gebruik
In de premoderne geneeskunde werden deze schelpen als een uitstekende alkali beschouwd en apothekers zouden ze verpulveren voor gebruik in verschillende preparaten. De schaal die voor dit doel werd gebruikt, werd door Joseph Pitton de Tournefort in Londen in de 18e eeuw beschreven als 'van een buisvormige of conische vorm, ongeveer drie centimeter lang; van een glanzend, groenachtig wit, hol, licht en in de lengte gedeeld door parallelle lijnen, die van boven naar beneden lopen'. Het is ongeveer de dikte van een veer en vertoont enige gelijkenis met een hondentand. In die tijd werd het echter als zeer zeldzaam beschouwd en in plaats daarvan werd meestal een andere schelp vervangen. Dit werd beschreven als een veelkleurig omhulsel in het zand waar het tij was gevallen. Deze schaal was niet gekanaliseerd of geribbeld. De grote groene schaal waarnaar de schrijver voor het eerst verwijst, moet Dentalium elephantinum of Dentalium aprinum zijn geweest, beide groot en groenachtig en in de Indo-Pacifische-zone. De andere schaal was vermoedelijk een andere soort, mogelijk Dentalium entale, die inheems is in Groot-Brittannië.

## Soorten
- Dentalium aciculum Gould, 1859
- Dentalium adenense Ludbrook, 1954
- Dentalium agassizi Pilsbry & Sharp, 1897
- Dentalium aprinum Linnaeus, 1767
- Dentalium austini Lamprell & Healy, 1998
- Dentalium bisexangulatum G.B. Sowerby II, 1860
- Dentalium buccinulum Gould, 1859
- Dentalium burtonae Lamprell & Healy, 1998
- Dentalium caledonicum Scarabino, 1995
- Dentalium cheverti Sharp & Pilsbry, 1897
- Dentalium collinsae Lamprell & Healy, 1998
- Dentalium congoensis Plate, 1908
- Dentalium cookei Sharp & Pilsbry, 1897
- Dentalium crosnieri Scarabino, 1995
- Dentalium curtum G.B. Sowerby II, 1860
- Dentalium debitusae Scarabino, 2008
- Dentalium decemcostatum Brazier, 1877
- Dentalium deforgesi Scarabino, 1995
- Dentalium elephantinum Linnaeus, 1758 (Olifantstand)
- Dentalium exmouthensis Lamprell & Healy, 1998
- Dentalium filosum Broderip & G.B. Sowerby I, 1830
- Dentalium garrardi Lamprell & Healy, 1998
- Dentalium goftoni Lamprell & Healy, 1998
- Dentalium grahami Lamprell & Healy, 1998
- Dentalium healyi Steiner & Kabat, 2004
- Dentalium hedleyi Lamprell & Healy, 1998
- Dentalium hillae Lamprell & Healy, 1998
- Dentalium hyperhemileuron Verco, 1911
- Dentalium intercostatum Boissevain, 1906
- Dentalium invalidum Emerson, 1954
- Dentalium javanum G.B. Sowerby II, 1860
- Dentalium jeanae Lamprell & Healy, 1998
- Dentalium jelli Lamprell & Healy, 1998
- Dentalium katchekense Fischer-Piette & Nicklès, 1946
- Dentalium kathwayae Lamprell & Healy, 1998
- Dentalium kessneri Lamprell & Healy, 1998
- Dentalium laqueatum Verrill, 1885
- Dentalium lessoni Deshayes, 1825
- Dentalium letsonae Sharp & Pilsbry, 1897
- Dentalium leucoryx Boissevain, 1906
- Dentalium lochi Lamprell & Healy, 1998
- Dentalium majorinum Mabille & Rochebrune, 1889
- Dentalium malekulaensis Scarabino, 2008
- Dentalium mannarense Winckworth, 1927
- Dentalium mediopacificensis Rehder & Ladd, 1973
- Dentalium neohexagonum Sharp & Pilsbry in Pilsbry & Sharp, 1897
- Dentalium obscurum Dall, 1889
- Dentalium obtusum Qi & Ma, 1989
- Dentalium octangulatum Donovan, 1804
- Dentalium oerstedii Mörch, 1861
- Dentalium oryx Boissevain, 1906
- Dentalium peitaihoensis King & Ping, 1935
- Dentalium pluricostatum Boissevain, 1906
- Dentalium poindimiense Scarabino, 2008
- Dentalium potteri Lamprell & Healy, 1998
- Dentalium reevei Fischer, 1871
- Dentalium regulare E. A. Smith, 1903
- Dentalium robustum Brazier, 1877
- Dentalium rowei Lamprell & Healy, 1998
- Dentalium salpinx Tomlin, 1931
- Dentalium scarabinoi Steiner & Kabat, 2004
- Dentalium strigatum Gould, 1859
- Dentalium stumkatae Lamprell & Healy, 1998
- Dentalium tomlini Melvill, 1918
- Dentalium vallicolens Raymond, 1904
- Dentalium variabile Deshayes, 1825
- Dentalium wellsi Lamprell & Healy, 1998
- Dentalium woolacottae Colman, 1958

## Uitgestorven soorten
- D. akasakensis † Hayasaka 1925
- D. alazanum † Cooke 1928
- D. angsananum † Martin 1922
- D. aratum † Tate 1887
- D. atratum † Tate 1887
- D. attenuatum † Say 1824
- D. bifrons † Tate 1887
- D. bocasense † Olsson 1922
- D. bocasensis † Olsson 1922
- D. caduloide † Dall 1892
- D. cossmannianum † Pilsbry & Sharp 1897
- D. danai † Meyer 1885
- D. denotatum † Ludbrook 1956
- D. giganteum † Sowerby 1846
- D. gonatodes † Martin 1885
- D. hanguense † Cox 1930
- D. hecetaensis † Rohr et al. 2006
- D. inaequale † Bronn 1831
- D. junghuhni † Martin 1879
- D. latisulcatum † Tate 1899
- D. mancorens † Olsson 1930
- D. microstria † Heilprin 1880
- D. montense † Briart & Cornet 1889
- D. moreanum † d'Orbigny 1845
- D. neornatum † Hayasaka 1925
- D. ovale † Cooke 1928
- D. pseudonyma † Pilsbry & Sharp 1898
- D. rimosum † Bose 1906
- D. rugiferum † von Koenen 1885
- D. sandbergeri † Cossmann & Lambert 1884
- D. schencki † Moore 1963
- D. solidum † Hutton 1873
- D. sorbii † King 1850
- D. sundkrogensis † Schnetler 2001
- D. tenuistriatum † Martin 1879
- D. tornatissimum † Tate 1899
- D. triquetrum † Tate 1887
- D. yasilum † Olsson 1930